# Rio Itanhaém (vattendrag i Brasilien, São Paulo)
Rio Itanhaém är ett vattendrag i Brasilien.   Det ligger i delstaten São Paulo, i den sydöstra delen av landet, 900 km söder om huvudstaden Brasília.